# Žitava
Žitava – rzeka w zachodniej Słowacji, w dorzeczu Dunaju. Długość – 69,2 km, powierzchnia zlewni – 907 km², średni roczny przepływ u ujścia (koło Šuran) – 4,3 m³/s.
Žitava ma źródła w centralnej części grupy górskiej Hroński Inowiec, na północnych stokach góry Kamenný vrch (720 m n.p.m.), na wysokości 625 m n.p.m., ok. 1 km na południowy zachód od centrum wsi Veľká Lehota. Początkowo płynie na północ przez wspomnianą wieś, lecz wkrótce w głębokiej Cygańskiej Dolinie (słow. Cigánska dolina) ostro skręca na zachód i południowy zachód. Na wysokości wsi Topoľčianky opuszcza góry i wypływa na tereny Niziny Naddunajskiej, zajęte tu przez pas niewysokich wzgórz (słow. Žitavská pahorkatina). Przepływa przez miasta Zlaté Moravce i Vráble. Począwszy od okolicy miasta Maňa, rzeka płynie równolegle do Nitry, której jest największym dopływem.
W wyniku regulacji biegu rzek na Nizinie Naddunajskiej bieg Žitavy uległ znacznym zmianom. Na wysokości miasta Šurany nad Nitrą większość wód rzeki jest odprowadzana sztucznym kanałem na zachód – do Nitry. Pozostałe wody Žitavy tworzą Starą Žitavę, która płynie na południe, omijając od wschodu miasto Nowe Zamki. Na południe od miasta Hurbanovo, tuż na północ od Komárna, Stara Žitava wpada do Starej Nitry. Ujście znajduje się we wsi Martovce na wysokości 107 m n.p.m.
Największe dopływy Žitavy to Hostiansky potok, Čerešňový potok i Drevenica (prawe) oraz Širočina i Liska (lewe).